# Gabriela Sabatini
Gabriela Beatriz Sabatini (Buenos Aires, 16 mei 1970) is een voormalig professioneel tennisspeelster uit Argentinië. Haar topjaren waren de jaren 80. Sabatini won 27 enkelspeltoernooien, waaronder het US Open 1990. Zij bereikte de derde positie op de WTA-ranglijst, zowel in het enkelspel (1989) als in het dubbelspel (1988).

## Tennisloopbaan
Sabatini begon op zesjarige leeftijd met tennis. Op haar achtste won zij haar eerste toernooi. Op dertienjarige leeftijd won zij de Orange Bowl in de leeftijdscategorie t/m 18 jaar, als jongste winnares ooit. Een jaar later, in 1984, stond zij nummer één op de wereldranglijst voor junioren.
Haar professionele sportcarrière begon in 1985 en eindigde in 1996. In 1985, net vijftien jaar oud, deed Sabatini mee aan Roland Garros – in de halve finale verloor zij van Chris Evert. In 1986 bereikte Sabatini de halve finale op Wimbledon, en eindigde zij als nummer tien van de wereld. In 1988 won Sabatini een zilveren medaille tijdens de Olympische Spelen en bereikte zij de finale van het US Open.
Grandslamtitels
- in het enkelspel: US Open 1990, won van Steffi Graf
- in het dubbelspel: Wimbledon 1988, samen met Steffi Graf

Olympische medaille
- zilver: Seoel 1988, verloor van Steffi Graf

## Posities op deWTA-ranglijst
Positie per einde seizoen:
| jaar | rang enkelspel | rang dubbelspel |
| ---- | -------------- | --------------- |
| 1984 | 74             | –               |
| 1985 | 12             | –               |
| 1986 | 9              | –               |
| 1987 | 6              | 5               |
| 1988 | 4              | 3               |
| 1989 | 3              | 19              |
| 1990 | 5              | 29              |
| 1991 | 3              | 55              |
| 1992 | 3              | –               |
| 1993 | 5              | –               |
| 1994 | 7              | 14              |
| 1995 | 7              | 13              |

## Palmares
| Legenda                |
| ---------------------- |
| Grandslamtoernooi      |
| Olympische Spelen      |
| Year-End Championships |
| Tier I                 |
| Tier II                |
| Tier III               |
| Tier IV & V            |

### WTA-finaleplaatsen enkelspel
| nr.              | finale     | toernooi          | ondergrond    | tegenstandster      | score                   |         |
| ---------------- | ---------- | ----------------- | ------------- | ------------------- | ----------------------- | ------- |
| gewonnen finales |            |                   |               |                     |                         |         |
| 1.               | 1985-10-20 | WTA Japan (Tokio) | hardcourt     | Linda Gates         | 6-3, 6-4                |         |
| 2.               | 1986-12-07 | WTA Buenos Aires  | gravel        | Arantxa Sánchez     | 6-1, 6-1                |         |
| 3.               | 1987-09-20 | WTA Tokio         | tapijt (i)    | Manuela Maleeva     | 6-4, 7-6                |         |
| 4.               | 1987-10-25 | WTA Brighton      | tapijt (i)    | Pam Shriver         | 7-5, 6-4                |         |
| 5.               | 1987-12-06 | WTA Buenos Aires  | gravel        | Isabel Cueto        | 6-0, 6-2                |         |
| 6.               | 1988-03-13 | WTA Boca Raton    | hardcourt     | Steffi Graf         | 2-6, 6-3, 6-1           |         |
| 7.               | 1988-05-08 | WTA Rome          | gravel        | Helen Kelesi        | 6-1, 6-7, 6-1           |         |
| 8.               | 1988-08-21 | WTA Montreal      | hardcourt     | Natallja Zverava    | 6-1, 6-2                |         |
| 9.               | 1988-11-20 | WTA Championships | tapijt (i)    | Pam Shriver         | 7-5, 6-2, 6-2           | details |
| 10.              | 1989-04-02 | WTA Miami         | hardcourt     | Chris Evert         | 6-1, 4-6, 6-2           |         |
| 11.              | 1989-04-16 | WTA Amelia Island | gravel        | Steffi Graf         | 3-6, 6-3, 7-5           |         |
| 12.              | 1989-05-14 | WTA Rome          | gravel        | Arantxa Sánchez     | 6-2, 5-7, 6-4           |         |
| 13.              | 1989-10-15 | WTA Filderstadt   | hardcourt (i) | Mary Joe Fernandez  | 7-6, 6-4                |         |
| 14.              | 1990-03-11 | WTA Boca Raton    | hardcourt     | Jennifer Capriati   | 6-4, 7-5                |         |
| 15.              | 1990-09-09 | US Open           | hardcourt     | Steffi Graf         | 6-2, 7-6                | details |
| 16.              | 1991-02-03 | WTA Tokio         | tapijt (i)    | Martina Navrátilová | 2-6, 6-2, 6-4           |         |
| 17.              | 1991-03-10 | WTA Boca Raton    | hardcourt     | Steffi Graf         | 6-4, 7-6                |         |
| 18.              | 1991-04-07 | WTA Hilton Head   | gravel        | Leila Meschi        | 6-1, 6-1                |         |
| 19.              | 1991-04-14 | WTA Amelia Island | gravel        | Steffi Graf         | 7-5, 7-6                |         |
| 20.              | 1991-05-12 | WTA Rome          | gravel        | Monica Seles        | 6-3, 6-2                |         |
| 21.              | 1992-01-12 | WTA Sydney        | hardcourt     | Arantxa Sánchez     | 6-1, 6-1                |         |
| 22.              | 1992-02-02 | WTA Tokio         | tapijt (i)    | Martina Navrátilová | 6-2, 4-6, 6-2           |         |
| 23.              | 1992-04-05 | WTA Hilton Head   | gravel        | Conchita Martínez   | 6-1, 6-4                |         |
| 24.              | 1992-04-12 | WTA Amelia Island | gravel        | Steffi Graf         | 6-2, 1-6, 6-3           |         |
| 25.              | 1992-05-10 | WTA Rome          | gravel        | Monica Seles        | 7-5, 6-4                |         |
| 26.              | 1994-11-20 | WTA Championships | tapijt (i)    | Lindsay Davenport   | 6-3, 6-2, 6-4           | details |
| 27.              | 1995-01-15 | WTA Sydney        | hardcourt     | Lindsay Davenport   | 6-3, 6-4                |         |
| verloren finales |            |                   |               |                     |                         |         |
| 1.               | 1985-04-14 | WTA Hilton Head   | gravel        | Chris Evert         | 4-6, 0-6                |         |
| 2.               | 1985-11-10 | WTA Tampa         | hardcourt     | Stephanie Rehe      | 4-6, 7-6, 5-7           |         |
| 3.               | 1986-05-03 | WTA Indianapolis  | gravel        | Steffi Graf         | 6-2, 6-7, 4-6           |         |
| 4.               | 1987-05-10 | WTA Rome          | gravel        | Steffi Graf         | 5-7, 6-4, 0-6           |         |
| 5.               | 1987-11-22 | WTA Championships | tapijt (i)    | Steffi Graf         | 6-4, 4-6, 0-6, 4-6      | details |
| 6.               | 1988-04-10 | WTA Hilton Head   | gravel        | Martina Navrátilová | 1-6, 6-4, 4-6           |         |
| 7.               | 1988-04-17 | WTA Amelia Island | gravel        | Martina Navrátilová | 0-6, 2-6                |         |
| 8.               | 1988-08-14 | WTA Los Angeles   | hardcourt     | Chris Evert         | 6-2, 1-6, 1-6           |         |
| 9.               | 1988-09-11 | US Open           | hardcourt     | Steffi Graf         | 3-6, 6-3, 1-6           | details |
| 10.              | 1988-10-01 | O.S. Seoel        | hardcourt     | Steffi Graf         | 3-6, 3-6                | details |
| 11.              | 1989-04-23 | WTA Tampa         | gravel        | Conchita Martínez   | 3-6, 2-6                |         |
| 12.              | 1989-05-21 | WTA Berlijn       | gravel        | Steffi Graf         | 3-6, 1-6                |         |
| 13.              | 1989-08-13 | WTA Los Angeles   | hardcourt     | Martina Navrátilová | 0-6, 2-6                |         |
| 14.              | 1990-10-14 | WTA Zürich        | tapijt (i)    | Steffi Graf         | 3-6, 2-6                |         |
| 15.              | 1990-11-11 | WTA Worcester     | tapijt (i)    | Steffi Graf         | 6-7, 3-6                |         |
| 16.              | 1990-11-18 | WTA Championships | tapijt (i)    | Monica Seles        | 4-6, 7-5, 6-3, 4-6, 2-6 | details |
| 17.              | 1991-03-24 | WTA Miami         | hardcourt     | Monica Seles        | 3-6, 5-7                |         |
| 18.              | 1991-07-07 | Wimbledon         | gras          | Steffi Graf         | 4-6, 6-3, 6-8           | details |
| 19.              | 1992-03-22 | WTA Miami         | hardcourt     | Arantxa Sánchez     | 1-6, 4-6                |         |
| 20.              | 1992-05-03 | WTA Hamburg       | gravel        | Steffi Graf         | 6-7, 2-6                |         |
| 21.              | 1992-09-27 | WTA Nichirei      | hardcourt     | Monica Seles        | 2-6, 0-6                |         |
| 22.              | 1992-10-18 | WTA Filderstadt   | hardcourt (i) | Martina Navrátilová | 6-7, 3-6                |         |
| 23.              | 1993-04-11 | WTA Amelia Island | gravel        | Arantxa Sánchez     | 2-6, 7-5, 2-6           |         |
| 24.              | 1993-05-09 | WTA Rome          | gravel        | Conchita Martínez   | 5-7, 1-6                |         |
| 25.              | 1993-05-16 | WTA Berlijn       | gravel        | Steffi Graf         | 6-7, 6-2, 4-6           |         |
| 26.              | 1994-04-10 | WTA Amelia Island | gravel        | Arantxa Sánchez     | 1-6, 4-6                |         |
| 27.              | 1994-05-22 | WTA Straatsburg   | gravel        | Mary Joe Fernandez  | 6-2, 4-6, 0-6           |         |
| 28.              | 1995-04-09 | WTA Amelia Island | gravel        | Conchita Martínez   | 1-6, 4-6                |         |
| 29.              | 1995-10-15 | WTA Filderstadt   | hardcourt (i) | Iva Majoli          | 4-6, 6-7                |         |

### WTA-finaleplaatsen vrouwendubbelspel
| nr.              | finale     | toernooi          | ondergrond    | partner              | tegenstandsters                         | score           |         |
| ---------------- | ---------- | ----------------- | ------------- | -------------------- | --------------------------------------- | --------------- | ------- |
| gewonnen finales |            |                   |               |                      |                                         |                 |         |
| 1.               | 1985-03-24 | WTA São Paulo     | gravel        | Mercedes Paz         | Niége Dias Csilla Bartos                | 7-5, 6-4        |         |
| 2.               | 1985-08-25 | WTA Monticello    | hardcourt     | Mercedes Paz         | Andrea Holíková Kateřina Skronská       | 5-7, 6-4, 6-3   |         |
| 3.               | 1985-11-10 | WTA Tampa         | hardcourt     | Carling Bassett      | Lisa Bonder Laura Gildemeister          | 6-0, 6-0        |         |
| 4.               | 1986-05-03 | WTA Indianapolis  | gravel        | Steffi Graf          | Gigi Fernández Robin White              | 6-2, 6-0        |         |
| 5.               | 1986-08-10 | WTA Montreal      | hardcourt     | Zina Garrison        | Pam Shriver Helena Suková               | 7-6, 5-7, 6-4   |         |
| 6.               | 1986-10-12 | WTA Zürich        | tapijt (i)    | Steffi Graf          | Lori McNeil Alycia Moulton              | 1-6, 6-4, 6-4   |         |
| 7.               | 1987-04-19 | WTA Amelia Island | gravel        | Steffi Graf          | Hana Mandlíková Wendy Turnbull          | 3-6, 6-3, 7-5   |         |
| 8.               | 1987-05-10 | WTA Rome          | gravel        | Martina Navrátilová  | Claudia Kohde-Kilsch Helena Suková      | 6-4, 6-1        |         |
| 9.               | 1987-12-06 | WTA Buenos Aires  | gravel        | Mercedes Paz         | Jill Hetherington Christiane Jolissaint | 6-2, 6-2        |         |
| 10.              | 1988-03-27 | WTA Miami         | hardcourt     | Steffi Graf          | Gigi Fernández Zina Garrison            | 7-6, 6-3        |         |
| 11.              | 1988-07-03 | Wimbledon         | gras          | Steffi Graf          | Larisa Savtsjenko Natallja Zverava      | 6-3, 1-6, 12-10 | details |
| 12.              | 1990-08-05 | WTA Montreal      | hardcourt     | Betsy Nagelsen       | Helen Kelesi Raffaella Reggi            | 3-6, 6-2, 6-2   |         |
| 13.              | 1995-02-12 | WTA Chicago       | tapijt (i)    | Brenda Schultz       | Tami Whitlinger-Jones Marianne Werdel   | 5-7, 7-6, 6-4   |         |
| 14.              | 1995-08-20 | WTA Toronto       | hardcourt     | Brenda Schultz       | Martina Hingis Iva Majoli               | 4-6, 6-0, 6-3   | details |
| verloren finales |            |                   |               |                      |                                         |                 |         |
| 1.               | 1985-03-31 | WTA Palm Beach    | gravel        | Laura Gildemeister   | JoAnne Russell Anne Smith               | 6-1, 1-6, 6-7   |         |
| 2.               | 1986-04-20 | WTA Amelia Island | gravel        | Catherine Tanvier    | Claudia Kohde-Kilsch Helena Suková      | 2-6, 7-5, 6-7   |         |
| 3.               | 1986-06-08 | Roland Garros     | gravel        | Steffi Graf          | Martina Navrátilová Andrea Temesvári    | 1-6, 2-6        | details |
| 4.               | 1986-10-19 | WTA Filderstadt   | hardcourt (i) | Zina Garrison        | Martina Navrátilová Pam Shriver         | 6-7, 4-6        |         |
| 5.               | 1986-11-16 | WTA Chicago       | tapijt (i)    | Steffi Graf          | Claudia Kohde-Kilsch Helena Suková      | 7-6, 6-7, 3-6   |         |
| 6.               | 1987-02-15 | WTA San Francisco | tapijt (i)    | Zina Garrison        | Hana Mandlíková Wendy Turnbull          | 4-6, 6-7        |         |
| 7.               | 1987-06-07 | Roland Garros     | gravel        | Steffi Graf          | Martina Navrátilová Pam Shriver         | 2-6, 1-6        | details |
| 8.               | 1988-02-28 | WTA Fairfax       | tapijt (i)    | Helena Suková        | Martina Navrátilová Pam Shriver         | 3-6, 4-6        |         |
| 9.               | 1988-04-10 | WTA Hilton Head   | gravel        | Claudia Kohde-Kilsch | Lori McNeil Martina Navrátilová         | 2-6, 6-2, 3-6   |         |
| 10.              | 1988-11-06 | WTA Worcester     | tapijt (i)    | Helena Suková        | Martina Navrátilová Pam Shriver         | 3-6, 6-3, 5-7   |         |
| 11.              | 1989-06-11 | Roland Garros     | gravel        | Steffi Graf          | Larisa Savtsjenko Natallja Zverava      | 4-6, 4-6        | details |
| 12.              | 1990-08-19 | WTA Los Angeles   | hardcourt     | Mercedes Paz         | Gigi Fernández Jana Novotná             | 3-6, 6-4, 4-6   |         |
| 13.              | 1994-05-08 | WTA Rome          | gravel        | Brenda Schultz       | Gigi Fernández Natallja Zverava         | 1-6, 3-6        |         |
| 14.              | 1994-11-13 | WTA Philadelphia  | tapijt (i)    | Brenda Schultz       | Gigi Fernández Natallja Zverava         | 6-4, 4-6, 2-6   |         |
| 15.              | 1995-05-21 | WTA Berlijn       | gravel        | Larisa Neiland       | Amanda Coetzer Inés Gorrochategui       | 6-4, 6-7, 2-6   |         |
| 16.              | 1995-08-13 | WTA Los Angeles   | hardcourt     | Larisa Neiland       | Gigi Fernández Natallja Zverava         | 5-7, 7-6, 5-7   |         |

## Resultaten grandslamtoernooien
| Legenda | Legenda                          |
| ------- | -------------------------------- |
| g.t.    | geen toernooi gehouden           |
| l.c.    | lagere categorie                 |
| –       | niet deelgenomen                 |
| G       | uitgeschakeld in de groepsfase   |
| 1R      | uitgeschakeld in de eerste ronde |
| 2R      | uitgeschakeld in de tweede ronde |
| 3R      | uitgeschakeld in de derde ronde  |
| 4R      | uitgeschakeld in de vierde ronde |
| KF      | uitgeschakeld in de kwartfinale  |
| HF      | uitgeschakeld in de halve finale |
| F       | de finale verloren               |
| W       | het toernooi gewonnen            |
| w-v     | winst/verlies-balans             |

### Enkelspel
| Toernooi        | 1984 | 1985 | 1986 | 1987 | 1988 | 1989 | 1990 | 1991 | 1992 | 1993 | 1994 | 1995 | 1996 | w-v   |
| --------------- | ---- | ---- | ---- | ---- | ---- | ---- | ---- | ---- | ---- | ---- | ---- | ---- | ---- | ----- |
| Australian Open | –    | –    | g.t. | –    | –    | HF   | 3R   | KF   | HF   | HF   | HF   | 1R   | 4R   | 29-8  |
| Roland Garros   | –    | HF   | 4R   | HF   | HF   | 4R   | 4R   | HF   | HF   | KF   | 1R   | KF   | –    | 42-11 |
| Wimbledon       | –    | 3R   | HF   | KF   | 4R   | 2R   | HF   | F    | HF   | KF   | 4R   | KF   | –    | 42-11 |
| US Open         | 3R   | 1R   | 4R   | KF   | F    | HF   | W    | KF   | KF   | KF   | HF   | HF   | 3R   | 51-12 |

### Vrouwendubbelspel
| Toernooi        | 1985 | 1986 | 1987 | 1988 | 1989 | 1990 | 1991 |    | 1994 | 1995 | 1996 | w-v |
| --------------- | ---- | ---- | ---- | ---- | ---- | ---- | ---- | -- | ---- | ---- | ---- | --- |
| Australian Open | –    | g.t. | –    | –    | HF   | 2R   | 3R   | –  | 2R   | KF   | 11-5 |     |
| Roland Garros   | 1R   | F    | F    | HF   | F    | –    | HF   | 3R | 3R   | –    | 27-8 |     |
| Wimbledon       | 2R   | –    | 3R   | W    | KF   | KF   | –    | 1R | HF   | –    | 19-6 |     |
| US Open         | 1R   | HF   | HF   | HF   | HF   | 3R   | –    | HF | 2R   | HF   | 27-9 |     |

### Gemengd dubbelspel
| Toernooi        | 1984 |    | 1992 | 1993 | 1994 | w-v |
| --------------- | ---- | -- | ---- | ---- | ---- | --- |
| Australian Open | –    | –  | 1R   | –    | 0-1  |     |
| Roland Garros   | –    | 2R | –    | –    | 1-1  |     |
| Wimbledon       | –    | 3R | –    | –    | 2-0  |     |
| US Open         | 1R   | –  | –    | 1R   | 0-2  |     |

## Zakenvrouw

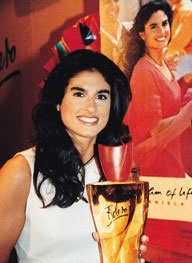
Sabatini als ondernemer

Na haar tenniscarrière begon ze een succesvolle loopbaan in de zakenwereld met onder andere een eigen parfumlijn. Een poging ook in de schoenmode te beginnen werd in de Benelux gefrustreerd doordat de merknaam "Sabatini" al in handen was van een Nederlandse onderneming Sabatini (Hessels).